# Lisa St Aubin de Terán
Lisa St Aubin de Terán (née le 2 octobre 1953) est une romancière anglaise, écrivaine de fictions autobiographiques et mémorialiste. Elle est la fille de l'écrivain guyanais Jan Carew.

## Biographie
Lisa St Aubin de Terán est née en 1953 et a grandi à Clapham, dans le sud de Londres. Elle est la fille de l'écrivain Jan Carew et de Joan Mary Murray. Elle fait ses études secondaires à la James Allen's Girls' School. Dans ses mémoires, intitulés Hacienda (1998), elle raconte son premier mariage éclair avec un propriétaire terrien vénézuélien en exil, Jaime Terán, et comment elle a vécu sept ans dans une ferme isolée de la région andine du Venezuela.
Son deuxième mari est le poète et romancier écossais George MacBeth. En 1982, elle publie son premier roman, Keepers of the House qui remporte le prix Somerset-Maugham en 1983 et figure sur la liste des « meilleurs jeunes romanciers britanniques » de Granta. Son deuxième roman, The Slow Train to Milan, lauréat du prix John-Llewellyn-Rhys, suit le même destin en 1983. La même année, elle déménage dans le Norfolk.
En 1994, elle a présenté un épisode de la série télévisée Great Railway Journeys de la BBC.
Elle épouse en troisièmes noces le peintre Robbie Duff Scott (né en 1959), avec qui elle déménage en Ombrie en Italie. Elle relate sa vie là-bas dans son roman Une vallée italienne (1995).
Elle publie d'autres romans et mémoires (Memory Maps en 2003), des recueils de nouvelles et de la poésie. Elle publie également, en 2006, Otto (Virago), une biographie fictive.
Elle a trois enfants, dont une fille issue de son premier mariage, Iseult Terán, également romancière. Bien que certaines sources affirment que St Aubin de Terán habite à Amsterdam ou partage son temps entre les Pays-Bas et le Mozambique, d'autres indiquent qu'elle vit maintenant avec son quatrième compagnon, Mees van Deth, à Mossuril, dans la province de Nampula au Mozambique,,,.
C'est à Mossuril qu'elle installe la Fondation Terán. Cette partie de sa vie est racontée dans Mozambique Mysteries (2007). Le premier projet de la Fondation Terán, le Collège de tourisme et d'agriculture (CTCA) de Cabaceira Grande, a fonctionné entre 2004 et 2010 avant d'être revendu au gouvernement. Un deuxième restaurant et une maison d’hôtes, Sunset Boulevard, fonctionnent sans but lucratif en tant que centre de formation à Mossuril. Le troisième projet, The Leopard Spot, est actuellement en construction à Milange, à la frontière du Malawi.

## Référence
- (en) Cet article est partiellement ou en totalité issu de l’article de Wikipédia en anglais intitulé « Lisa St Aubin de Terán » (voir la liste des auteurs).

1. ↑  Obituary: Jan R. Carew, The Courier-Journal, 9 December 2012.
2. ↑  Michael Upchurch, "The Robber's Bride: A new memoir by Lisa St. Aubin de Terán tells how a young person can get in a terrible jam", The New York Times, 12 April 1998.
3. ↑  Marianne Brace, "Lisa St Aubin de Terán: Stronger than fiction", The Independent, 18 February 2005.
4. ↑  « Lisa St. Aubin de Teran », HarperCollins (consulté le 21 juillet 2018)
5. ↑  « Mozambique Mysteries By Lisa St. Aubin De Teran », Little Brown Book Group (consulté le 21 juillet 2018)
6. ↑  « Lisa St Aubin de Teran », British Council-Literature (consulté le 21 juillet 2018)
7. ↑  « Quick bio », Lisa St. Aubin de Teran (consulté le 21 juillet 2018)
8. ↑  "About Us", Teran Foundation.
9. ↑  Lesley McDowell, "Mozambique Mysteries, By Lisa St Aubin de Teran" (review), The Independent, 28 November 2010.